# Macrophyllodromia panamae
Macrophyllodromia panamae är en kackerlacksart som beskrevs av Isolda Rocha e Silva-Albuquerque 1962. 
Macrophyllodromia panamae ingår i släktet Macrophyllodromia och familjen småkackerlackor. Artens utbredningsområde är Panama. Inga underarter finns listade i Catalogue of Life.